# Dol pri Laškem
Dol pri Laškem este o localitate din comuna Laško, Slovenia, cu o populație de 36 de locuitori.